# Musée de la Manufacture de pierres dures de Florence

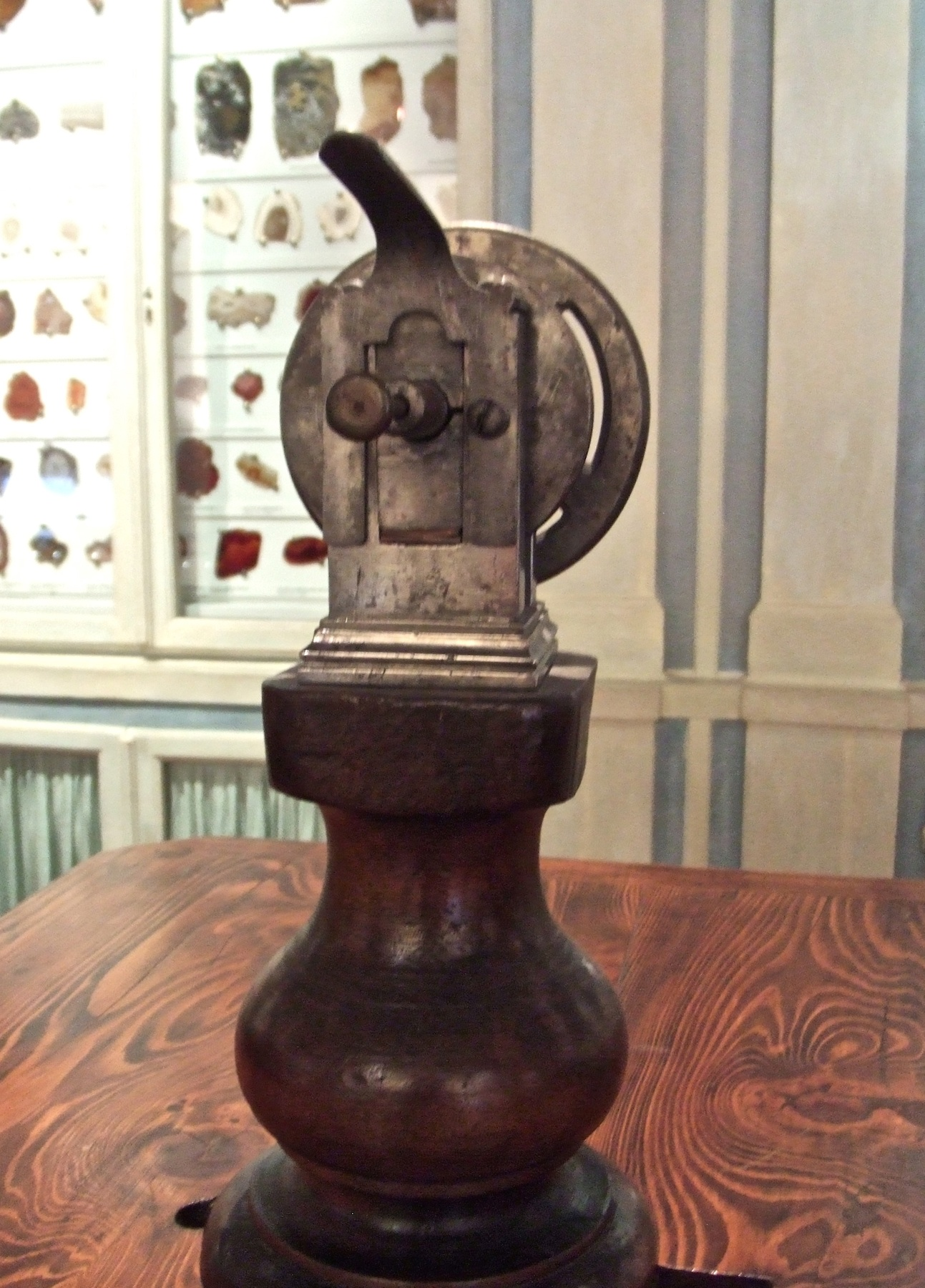
Touret à meuler.

Le musée de la Manufacture de pierres dures de Florence  est le musée de l'Opificio delle pietre dure de Florence, office historiquement né de la fabrication de marqueteries de pierres précieuses et semi-précieuses instauré par le grand-duc  Ferdinand Ier de Médicis en 1558, pour promouvoir la virtuosité de ses artisans.
La concurrence de produits commerciaux de moindre qualité réorienta la destination de l'office vers la restauration d'œuvres dans ses mêmes ateliers (Opificio delle Pietre Dure ed i laboratori di restauro fiorentini).
L'espace muséal rappelle les origines du lieu, ancien couvent devenu manufacture, en exposant ses traces du métier sur deux étages. Les autres lieux (école de restauration  et bibliothèque) ne font pas partie du musée.

## Histoire
Antonio Cioci (1732-1792) est un peintre florentin de paysages, graveur et décorateur qui obtint la charge de dessinateur et de marqueteur de 1771 à sa mort. Deux tables de sa réalisation sont exposées au Musée.

## Les collections
Au rez-de-chaussée plusieurs espaces  exposent  des exemples typés de travaux en pierre dure, des avant-projets, des plans et de plaquettes diverses marquetées, avec un riche répertoire de décorations, généralement avec des fleurs, des fruits et des animaux, mais aussi avec d'autres scènes pittoresques, entre lesquelles une célèbre vue de la Piazza della Signoria. Quelques œuvres particulières comme une grande cheminée baroque entièrement recouverte de malachite, d'un vert brillant, des copies de cadres exécutés en marqueterie.
D'Antonio Cioci : table du XVIIIe siècle, avec une structure en bois sculpté et doré et le dessus en porphyre rouge avec des Opus sectile représentant une nature morte avec des vases antiques ; deux autres tables avec des incrustations représentant des coquillages.
Dans la dernière salle, sont exposés des vases et des suppellettili décorés en style Liberty du début du XXe siècle, parmi lesquelles le dessus de table avec harpe et guirlandes de Zocchi (1849) et celui orné des fleurs et oiseaux de Niccolò Betti (1855).
Chaque espace est dédié  à un sujet particulier en exposant les œuvres adéquates :
- Le premier grand-duc qui initia l'Office.
- Les apports du travail de la pierre dure à la Chapelle des Princes de San Lorenzo.
- Les représentations florales en pierre dure.
- L'Office pendant la dynastie Lorraine.
- L'Office après l'unification de l'Italie.
- Les affinités entre la peinture et la marqueterie.

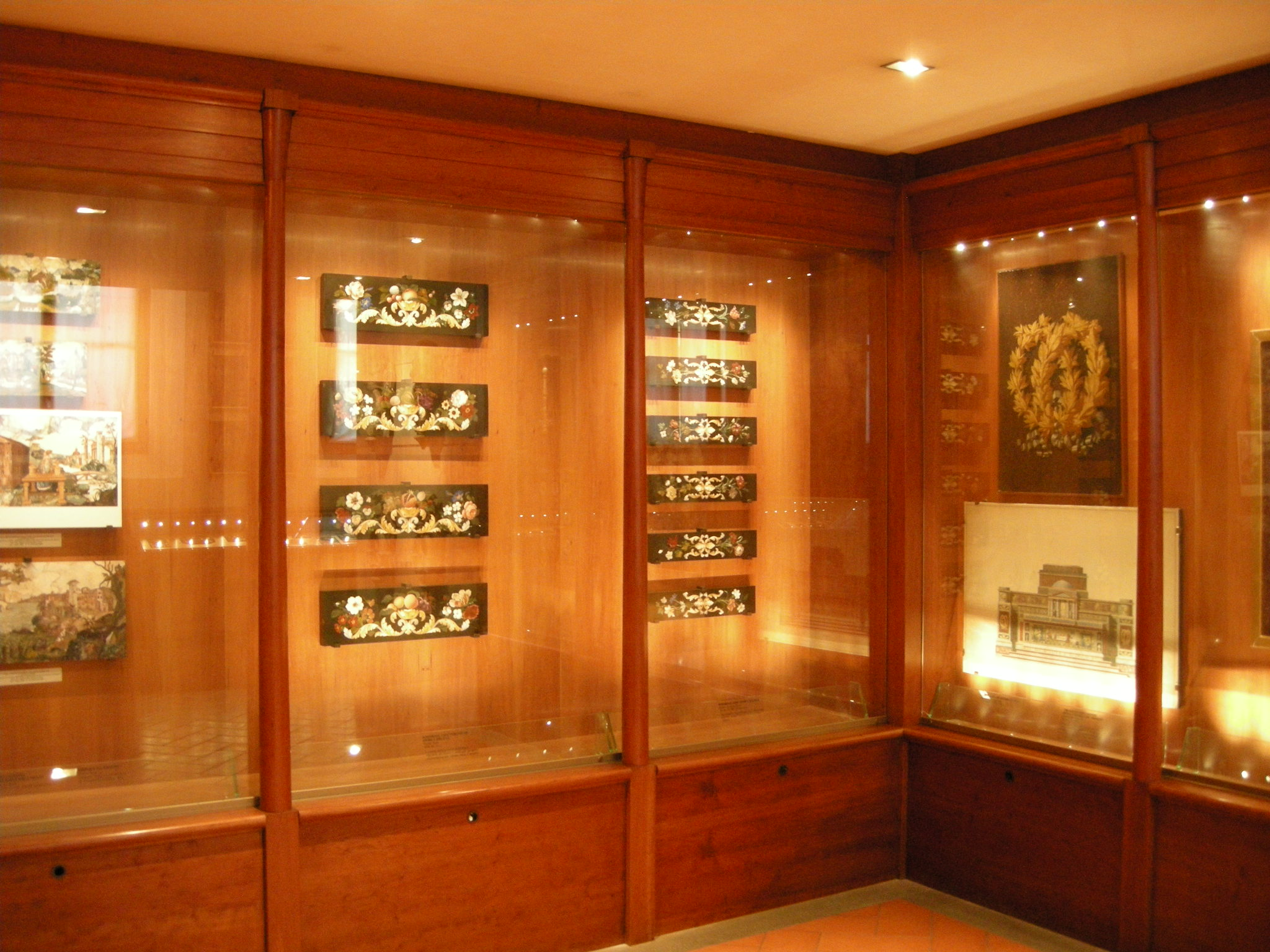
Vitrines du rez-de-chaussée.
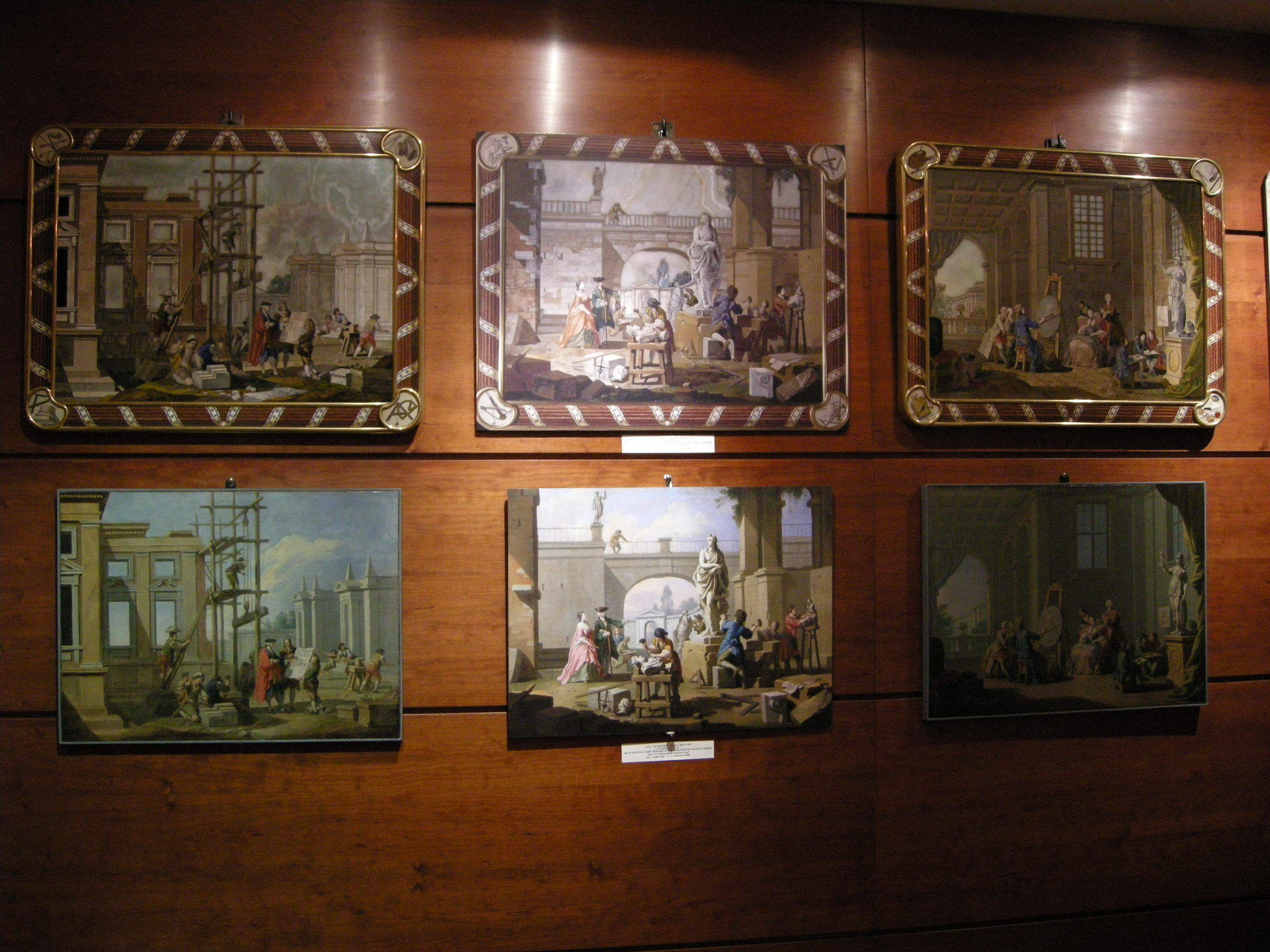
Paysages en marqueterie au-dessus de leurs modèles peints.
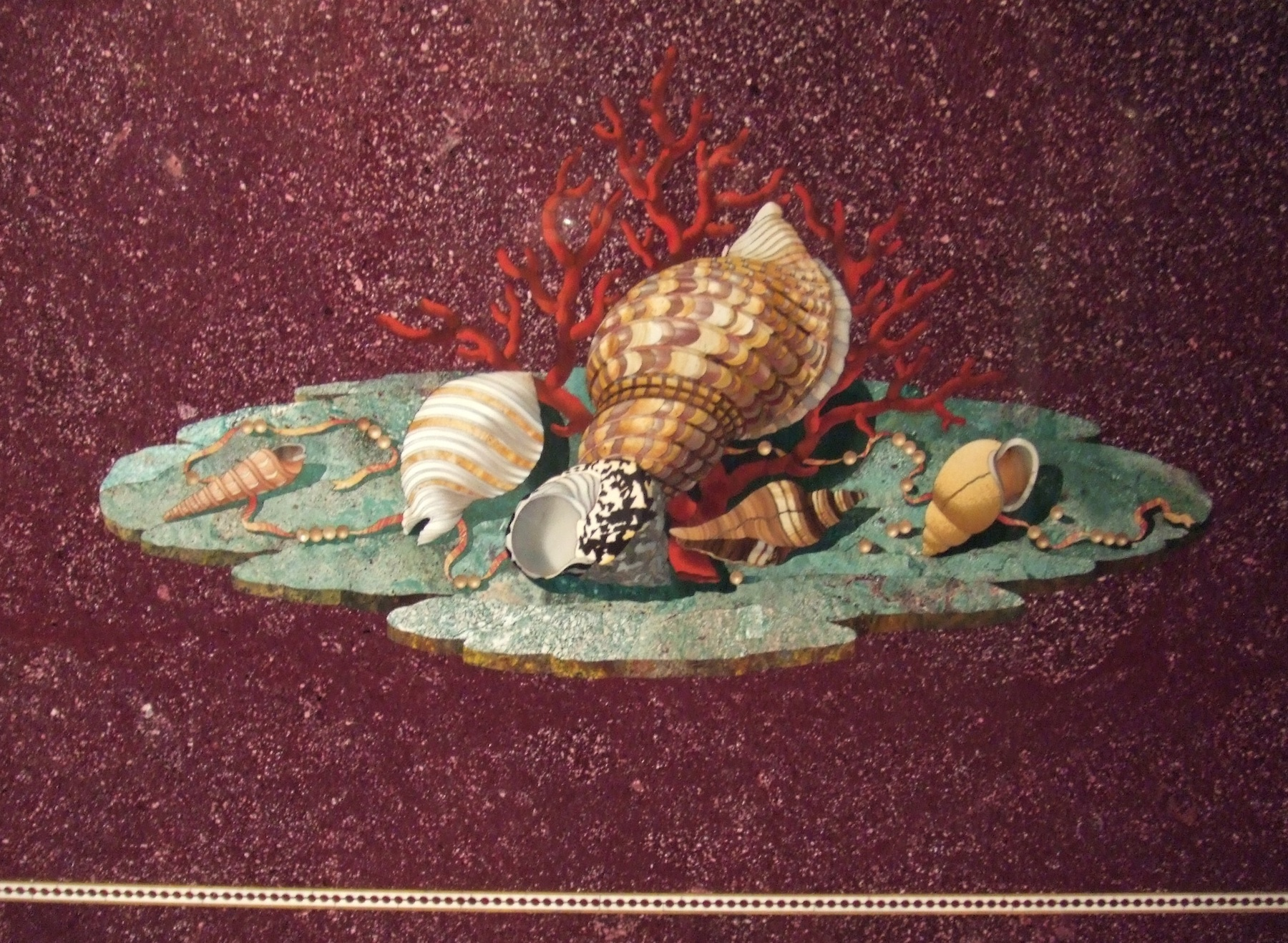
Coquillages et corail sur un dessus de guéridon en porphyre.

Quelques espaces sont dédiés à des pierres particulières, comme la pierre paesina, extraite près de Florence, dont les couches de couleurs  donnent l'illusion d'un paysage peint si elles ont été orientées opportunément à la taille.
Au premier étage sont exposés les moyens techniques pour la marqueterie et un échantillonnage complet des pierres dures (il campionario di pietre dure) remontant à l'époque des Médicis dans de nombreuses vitrines. Les bancs de travail de découpe et de polissage sont également disposés au centre de la pièce ainsi que des vitrines d'outillage et des étapes de la technique.

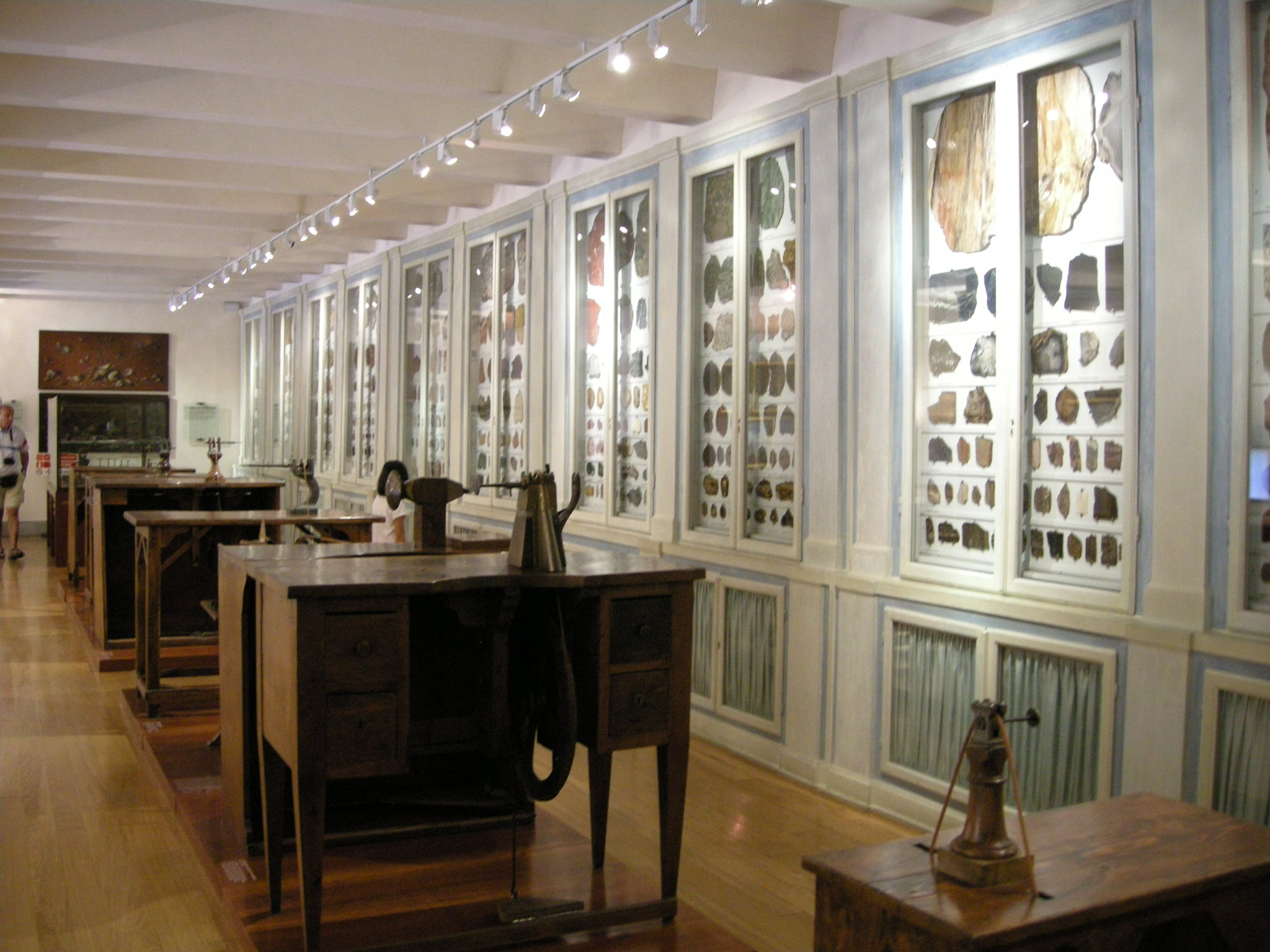
La salle des collections de pierres et des machines.
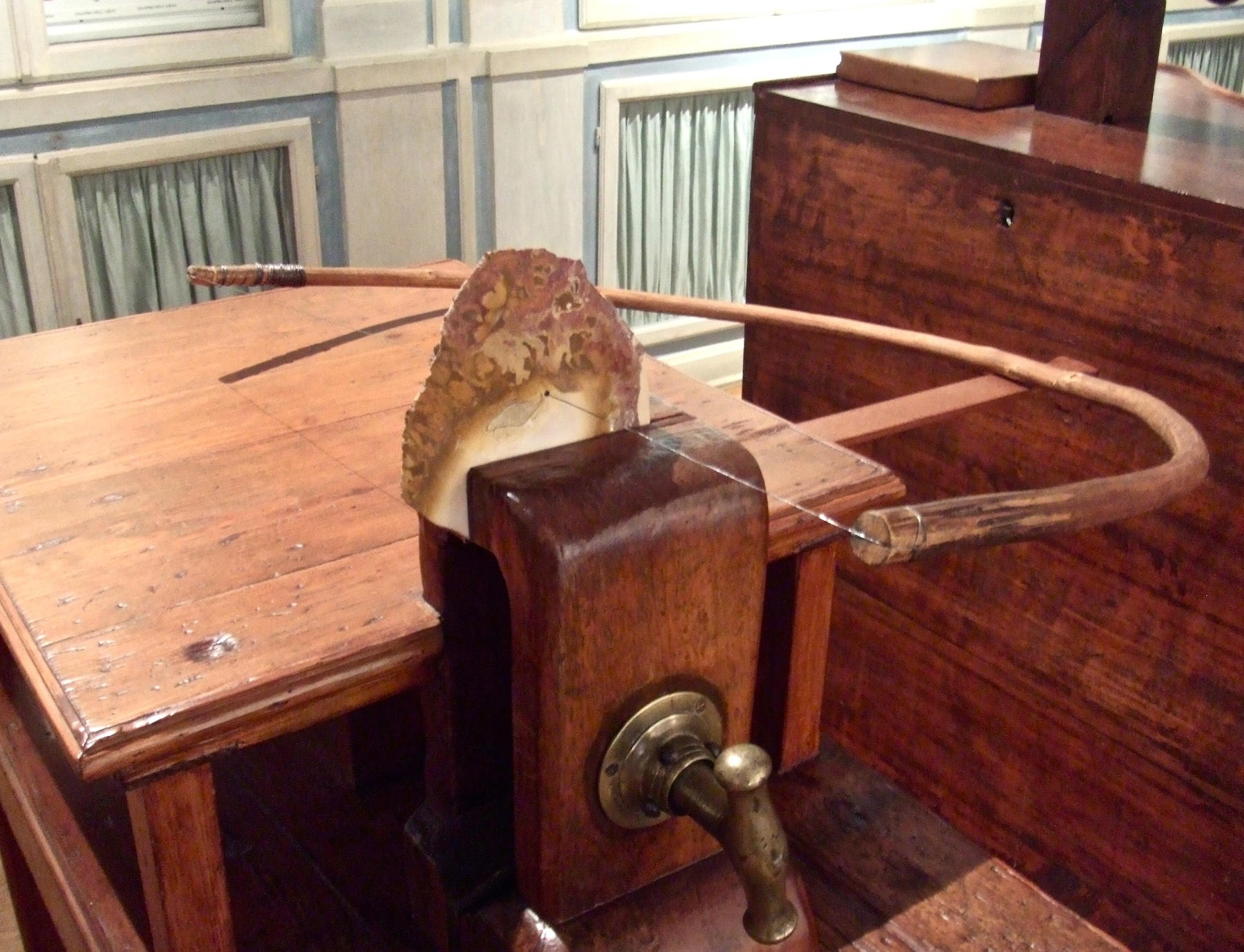
Banc de découpe.
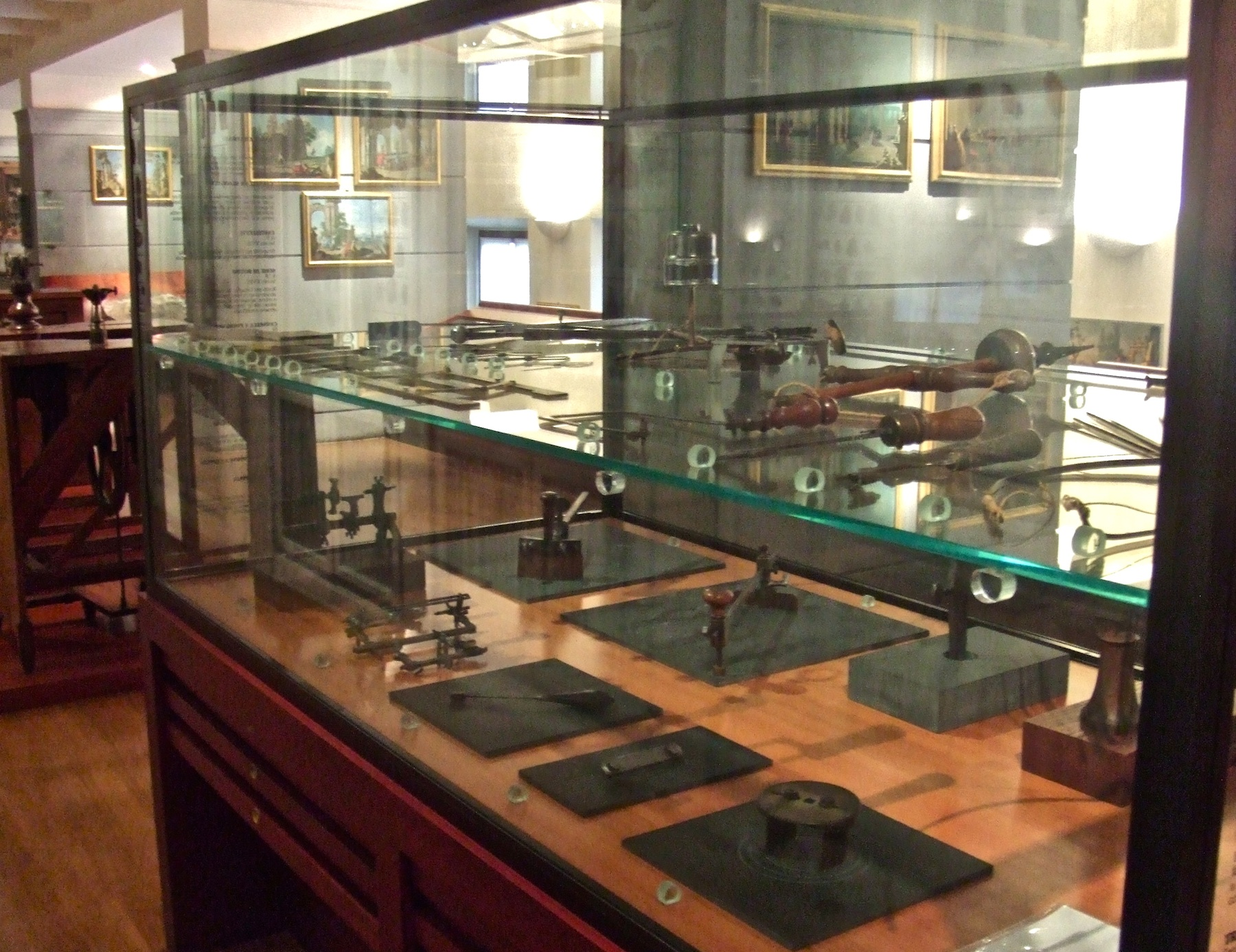
Vitrine des outillages.

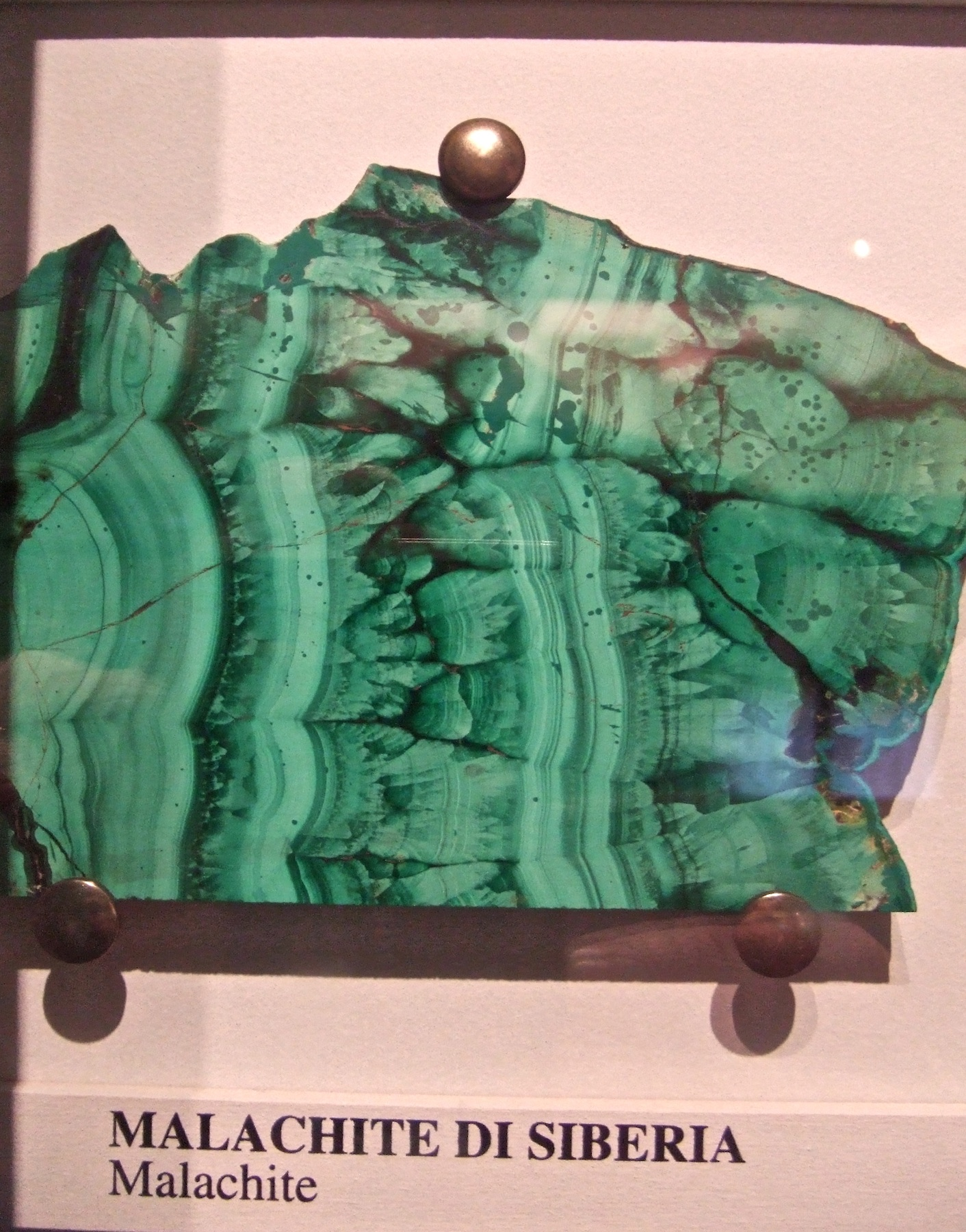
Échantillon de malachite de Sibérie.
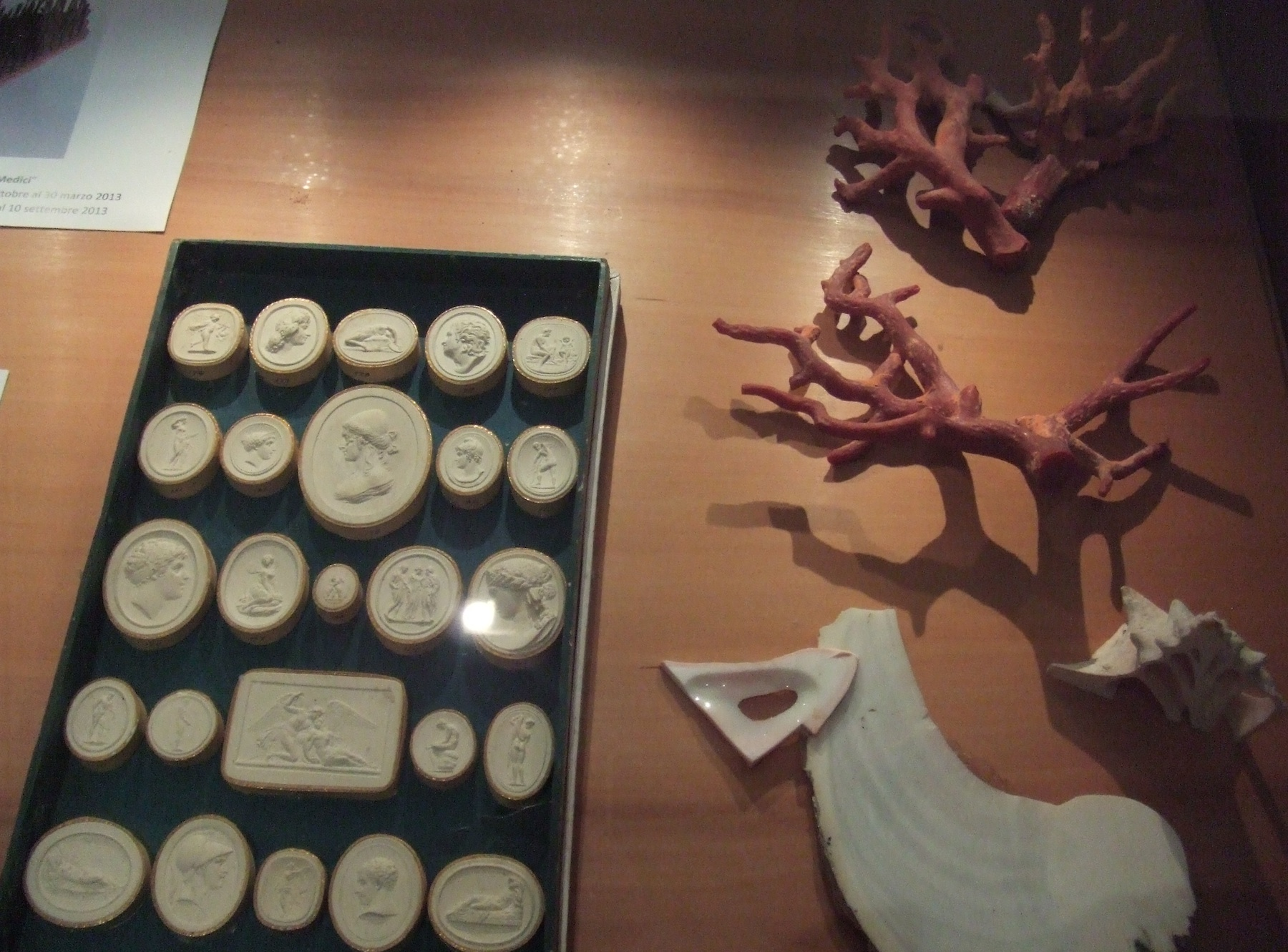
Vitrine des camées.
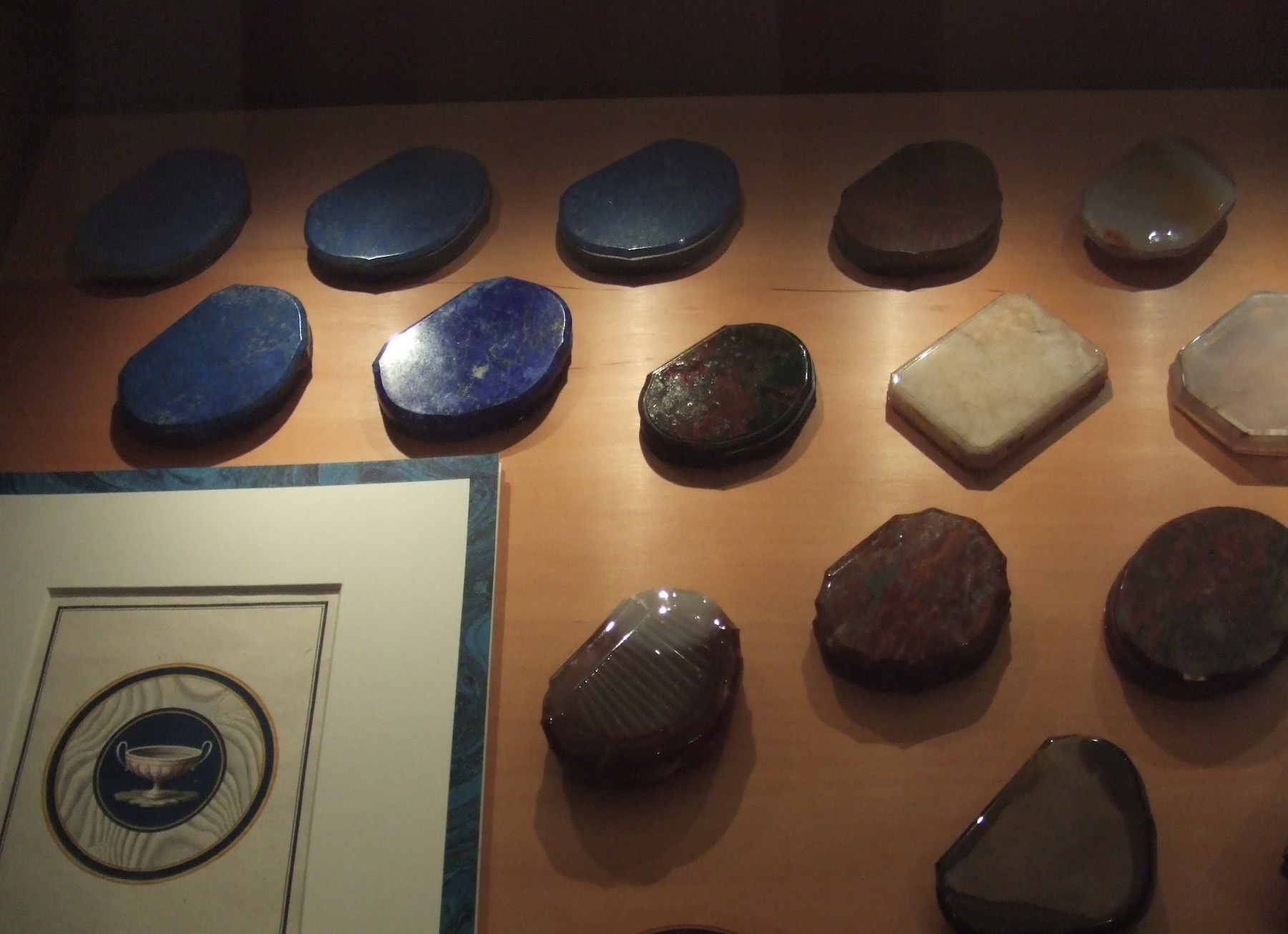
Vitrine des pierres polies et corail.
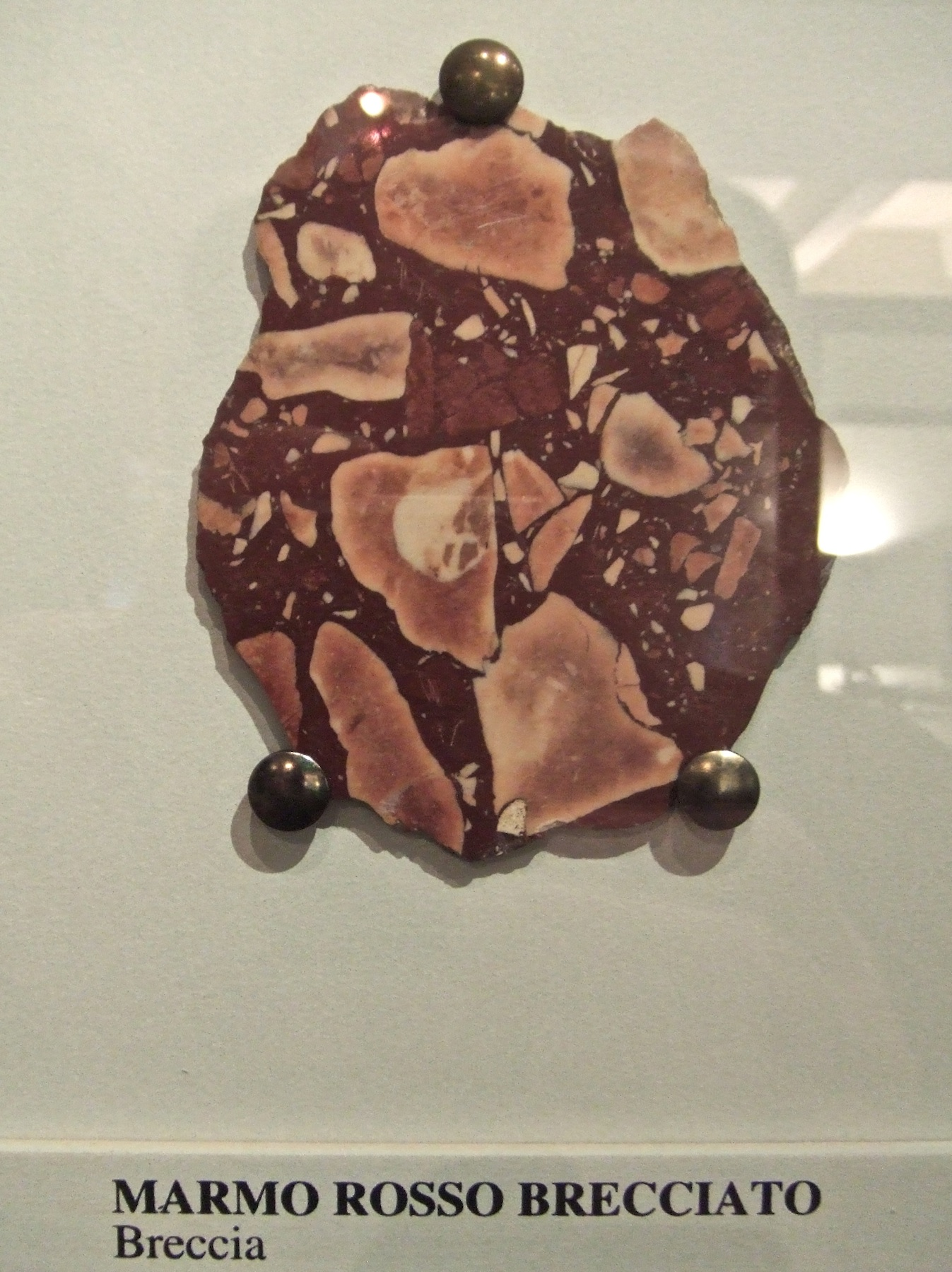
Marbre rouge de Breccia.